# Сармад Кашани
Сармад Кашани (перс. سرمد کاشانی), также известный как Мухаммад Са‘ид (ок. 1590, Армения, Сефевидский Иран — 1661, Дели) — персоязычный поэт и мистик еврейского происхождения, суфийский святой, почитаемый в Индии. В своих «Рубайат» Кашани так охарактеризовал собственную конфессиональную идентичность: «Сторонник фуркан, христианский священник, буддистский монах, раввин, безбожник и мусульманин».

## Биография
Сармад Кашани родился около 1590 года в Иране в семье еврейских купцов. Его родным языком, — а также и языком его сочинений, — был персидский. В юном возрасте Кашани изучал Тору и каббалу, по-видимому, лурианского толка. Впоследствии Кашани принял ислам и стал сторонником суфийской мистики.
Позже купец Кашани отправился в Империю Великих Моголов, в портовый город Татта провинции Синд (совр. Пакистан), где познакомился со своим будущим спутником и возлюбленным Абхаем Чандом, происходящим из индуистской семьи. Согласно преданию, Кашани влюбился в юного Чанда после того, как услышал его исполнение любовных стихов: «Сладкая красота покорила меня, похититель несказанный обнажил меня». После этой встречи Кашани оставил купеческое дело и все свои богатства, вместе с Чандом они перестали стричь волосы и ногти, отказались от ношения одежды. С этих пор Кашани стал бродячим факиром, нага-садху и поэтом одновременно. Он странствовал по городским улицам, пророчествовал, читал стихи и проповедовал, посещал императорские дворы, а также преподавал древнееврейский язык своему возлюбленному. Вместе с Абхаем Чандом Кашани переехал сначала в Лахор, затем в Хайдарабад и окончательно обосновался в Дели.
В Хайдарабаде Кашани познакомился с автором и составителем «Дабистана» (перс. دبستان مذاهب) — одной из самых ранних энциклопедий мировых религий. Энциклопедическая глава, посвященная иудейской религии, была составлена на основе изложения Кашани и Чанда. Оригинальное соединение суфизма и иудаизма, предложенное ими, стало главной репрезентацией иудейской мистики (в частности, лурианского учения о творении) для индийских читателей «Дабистана» в XVII веке. Автор «Дабистана» пишет: «Сармад сообщил, что, согласно иудейскому учению, Всемогущий Бог телесен, и тело Его подобно человеческому, и что во времени Он рассеивается подобно тому, как рассеивается свет сияния». Согласно тому же источнику, Кашани занимался переводом Торы на персидский язык.
В Дели Сармад приобрел репутацию мудреца и поэта, в связи с чем был приглашен к императорскому двору принцем Дара Шукохом (1615—1659, перс. دارا شكوه), который пожелал стать учеником Кашани. Вероятно, Сармад привлекал Шукоха как синкретический мыслитель, поскольку амбиции самого принца были направлены на соединение исламских и индуистских религиозных форм. Существует и другое мнение, высказанное Никколо Мануччи, — итальянским дипломатом при императорском дворе, — согласно которому Сармад и Шукох были всего лишь «атеистами», манипулирующими своей «паствой».
После насильственной смерти своего покровителя, произошедшей в результате войн за императорский трон, Сармад довольно скоро был арестован правительством Аурангзеба (1618—1707, перс. اورنگزیب) по обвинению в ереси и/или безбожии. В 1661 году в возрасте 70 лет Сармад Кашани был казнен через обезглавливание. Согласно преданию, Сармаду отрезали голову по приказу Аурангзеба за то, что он отказывался продолжать фразу «нет Бога», внося в неё более ортодоксальное уточнение «кроме Аллаха». Кашани отвечал, что его взор прикован скорее к негативной стороне этого традиционного формуляра. Вероятно, неортодоксальность Кашани была лишь поводом для казни, в то время как причиной могли служить политические интриги, развернувшиеся вокруг императорского двора после убийства Дары Шукоха. Взошедший на престол Аурангзеб оперся на исламскую ортодоксию и вместе с укреплением власти принялся за устранение неортодоксальных сторонников Шукоха.
Кашани вошел в народную память как «Второй Халладж» — прозвище, указывающее, по-видимому, на значимость его фигуры, а также на насильственный характер его смерти.
Могила Сармада Кашани находится в Дели и является местом паломничества для индийских суфиев. Так Кашани, несмотря на стихийную, но острую критику всех актуальных для него форм организованной религии, а также и на его последовательную приверженность лурианскому учению, оказался исламским народным святым. День памяти Сармада Кашани отмечается ежегодно 18 числа месяца Раби уль-авваль.